# Coppa Italia 2003 (pallacanestro femminile)
La Coppa Italia di pallacanestro femminile 2003 (Final Eight o Trofeo Fabbian per ragioni di sponsorizzazione) si è disputata dal 3 al 5 aprile 2003 al PalaTaliercio a Mestre nel comune di Venezia. Vi hanno preso parte le otto squadre che al termine del girone d'andata del campionato di Serie A1 occupavano i primi posti in classifica, ovvero Pool Comense, Termomeccanica La Spezia, Taranto Cras Basket, Meverin Parma, BPT Rovereto, CariChieti, Copra Alessandria e Italsoft Venezia.
In questa edizione sono stati sperimentati palloni da basket di dimensioni inferiori e canestri posti ad altezza minore dello standard di gioco.
Nel quarti di finale la Comense supera le ospitanti della Reyer Venezia, Parma ha la meglio su Rovereto, La Spezia vince su Alessandria ed infine, Taranto batte Chieti,
In semifinale vincono Taranto su La Spezia e Como su Rovereto.
Ha vinto il torneo il Taranto Cras Basket, al suo primo titolo, che ha sconfitto in finale la Pool Comense per 58-54.

## Tabellone
|  | Quarti di finale | Quarti di finale  | Quarti di finale |              |              | Semifinali      | Semifinali | Semifinali |  |  | Finale | Finale       | Finale |
|  |                  |                   |                  |              |              |                 |            |            |  |  |        |              |        |
|  | 1                | Pool Comense      | 94               |              |              |                 |            |            |  |  |        |              |        |
|  | 8                | Reyer Venezia     | 68               |              |              |                 |            |            |  |  |        |              |        |
|  | 8                | Reyer Venezia     | 68               |              | 1            | Pool Comense    | 51         |            |  |  |        |              |        |
|  |                  |                   |                  |              | 1            | Pool Comense    | 51         |            |  |  |        |              |        |
|  |                  | 5                 | Rovereto Basket  | 50           |              |                 |            |            |  |  |        |              |        |
|  | 4                | 5                 | Rovereto Basket  | 50           | Basket Parma | 67              |            |            |  |  |        |              |        |
|  | 4                |                   |                  |              | Basket Parma | 67              |            |            |  |  |        |              |        |
|  | 5                | Rovereto Basket   | 76               |              |              |                 |            |            |  |  |        |              |        |
|  |                  |                   |                  |              |              |                 |            |            |  |  | 1      | Pool Comense | 54     |
|  |                  |                   | 3                | Taranto Cras | 58           |                 |            |            |  |  |        |              |        |
|  | 2                | Athletic Spezia   | 61               |              |              |                 |            |            |  |  |        |              |        |
|  | 7                | Delta Alessandria | 58               |              |              |                 |            |            |  |  |        |              |        |
|  | 7                | Delta Alessandria | 58               |              | 2            | Athletic Spezia | 52         |            |  |  |        |              |        |
|  |                  |                   |                  |              | 2            | Athletic Spezia | 52         |            |  |  |        |              |        |
|  |                  | 3                 | Taranto Cras     | 56           |              |                 |            |            |  |  |        |              |        |
|  | 3                | 3                 | Taranto Cras     | 56           | Taranto Cras | 57              |            |            |  |  |        |              |        |
|  | 3                |                   |                  |              | Taranto Cras | 57              |            |            |  |  |        |              |        |
|  | 6                | CUS Chieti        | 56               |              |              |                 |            |            |  |  |        |              |        |

## Finale
| Arbitri: | Materdomini (Bologna) Ciano (Pisa) |

|         |       |          |
| Zara 11 | Punti | 26 Anula |

## Squadra vincitrice
Taranto Cras Basket (1º titolo): Simona Albertazzi, Nieves Anula, Vicky Bullett, Tiziana Cannella, Giulia Casadio, Maria Cristina Correnti, Michela Franchetti, Giordana Martinelli, Elisabetta Moro, Teresa Palmisano, Tari Phillips, Simona Tassara, Carlotta Zaccaria. Allenatore: Nino Molino.